# At Your Inconvenience
Albums de Professor Green
Alive Till I'm Dead
(2010) Growing Up in Public
(2014)
At Your Inconvenience est le deuxième album studio du rappeur britannique Professor Green, sorti le 28 octobre 2011.At Your Inconvenience sort en tant que single promotionnel de l'opus le 26 juillet 2011. Le premier single officiel, Read All About It sort lui, le 21 septembre 2011. Quelques invités de son premier album apparaissent une fois de plus sur celui-là comme Ed Drewett, Fink and Emile Sandé, mais également des nouvelles collaborations telles Slaughterhouse et Royce da 5'9 (membre de Bad Meets Evil avec Eminem), Kobe, Luciana, Ruth Anne, Sierra Kusterbeck et Haydon.

## L'album
Le thème général de l'album se différencie du premier. Il est en cela plus fort en émotion que le précédent opus de Professor Green. Il parle de sa relation difficile avec ses parents et notamment le suicide de son père en 2008.

## Singles
- "At Your Inconvenience" sort en tant que single promotionnel. Il sort le 26 juillet 2011 en téléchargement avec une vidéo l'accompagnant.

- "Read All About It" est le premier single officiel de l'album en octobre 2011. Sur ce morceau, apparaît la voix de la chanteuse Emeli Sandé. Il sort dans les bac le 24 octobre 2011[1]. Le 5 septembre 2011, la BBC Radio 1Xtra présente le  single et le diffuse pour la première fois sur les ondes.

- Read All About It est confirmé en tant que troisième single de l'album et sort dans les bacs britanniques le 22 janvier 2012. Ce morceau accueille Ed Drewett en tant que featuring.

- Pour la France, un autre single promotionnel supportera la sortie de cet album dans l'hexagone. Il s'agira du morceau "D.P.M.O" avec le Rappeur français Orelsan. La chanson sortira le 20 février 2012.

## Liste des pistes
| No  | Titre                             | Durée |
| --- | --------------------------------- | ----- |
| 1.  | At Your Inconvenience             | 3:33  |
| 2.  | D.P.M.O                           | 3:58  |
| 3.  | Read All About It                 | 3:55  |
| 4.  | Trouble                           | 3:39  |
| 5.  | Spinning Out                      | 4:15  |
| 6.  | Remedy                            | 3:15  |
| 7.  | How Many Moons                    | 4:04  |
| 8.  | Avalon                            | 4:44  |
| 9.  | Astronaut                         | 3:54  |
| 10. | Doll                              | 4:09  |
| 11. | Never Be a Right Time             | 3:20  |
| 12. | Today I Cried                     | 5:45  |
| 13. | Nightmares                        | 3:39  |
| 14. | Forever Falling                   | 5:05  |
| 15. | Into the Ground                   | 4:26  |
| 16. | Upper Clapton Dance (bonus track) | 3:45  |

### Les samples
L'album reprend plusieurs thèmes d'autres chansons ou autres morceaux de musiques classiques comme sur le premier album. On retrouve ainsi:
- Sur le morceau Spinning Out, la musique de fond et les paroles des refrains sont un réarrangement de la chanson Where Is My Mind? des Pixies.
- Le thème principal de la chanson Upper Clapton Dance est un morceau de musique classique du compositeur Johannes Brahms, Hungarian Dance No. 5 avec un tempo accéléré.

## Classement par pays
| Classement (2011)     | Meilleure position |
| --------------------- | ------------------ |
| Scottish Albums Chart | 5                  |
| UK Albums Chart       | 3                  |

## Certifications
| Pays              | Certification | Unités certifiées |
| ----------------- | ------------- | ----------------- |
| Royaume-Uni (BPI) | Or            | 100 000           |